# 湊橋

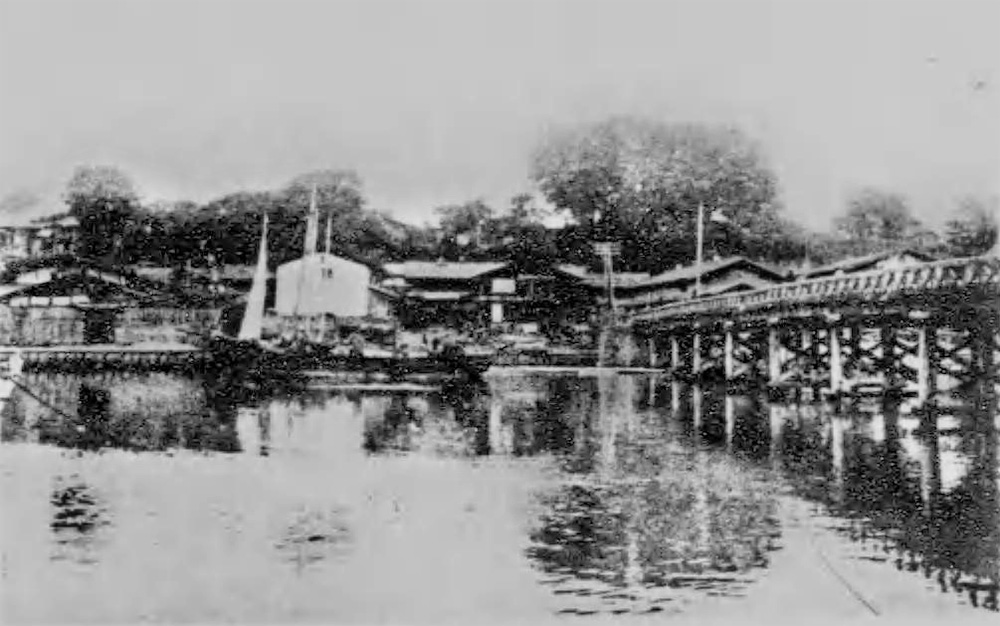
大正時代の八戸湊橋

湊橋（みなとばし）は、青森県八戸市湊町と小中野との境の新井田川に架かる、青森県道1号八戸階上線の橋である。長さ116メートル (m)、幅44.3 m。

## 概要
八戸大橋と東日本旅客鉄道（JR東日本）八戸線の鉄橋の間に位置する。新井田川に架かる橋としては河口から数えて2番目にあり、新井田川を渡る主要道路の一つである。湊町側では湊トンネルがある。現在の橋は1989年に建造された。橋梁形式は連続箱桁橋である。
- 完工：1989年（平成1年）
- 橋長：116 m
- 主径間：44.3 m
- 車線数：2車線
- 発注：青森県
- 施工：滝川、松尾
- 鋼重：303 t
- 総鋼重：282 t
- 支間割（m）:35.3+44.3+35.3

## 周辺
- 陸奥湊駅
- 八戸港